# 赫曼·庫爾茲

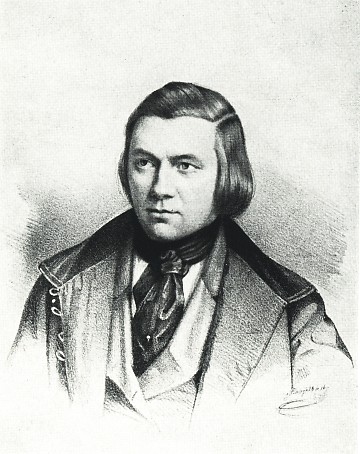
赫曼·庫爾茲 (1843)

赫曼·庫爾茲（德語：Hermann Kurz，1813年8月27日—1873年10月10日），是德國詩人、小說家。生於羅伊特林根。

## 作品

### 詩集
- Gedichte (1836)
- Dichtungen (1839)

### 小說
- Schiller's Heimatjahre (1843)
- Der Sonnenwirt (1854)